# Moonfall
Moonfall è un videogioco simulatore di volo fantascientifico pubblicato da 21st Century Entertainment nel 1991 per Amiga, Atari ST e Commodore 64.

## Modalità di gioco
Il giocatore impersona un alieno impegnato in un'attività freelance in un pianeta remoto e durante il gioco dovrà trasportate merci da una città a un'altra. Nelle varie missioni si possono incontrare pirati spaziali e forze dell'ordine e il giocatore potrà decidere se impegnarsi in combattimento. Durante il videogioco è simulato anche lo scorrere del giorno, il sole sorge e tramonta.